# Eunica bechina
Eunica bechina är en fjärilsart som beskrevs av William Chapman Hewitson 1852. Eunica bechina ingår i släktet Eunica och familjen praktfjärilar. Inga underarter finns listade i Catalogue of Life.

## Bildgalleri

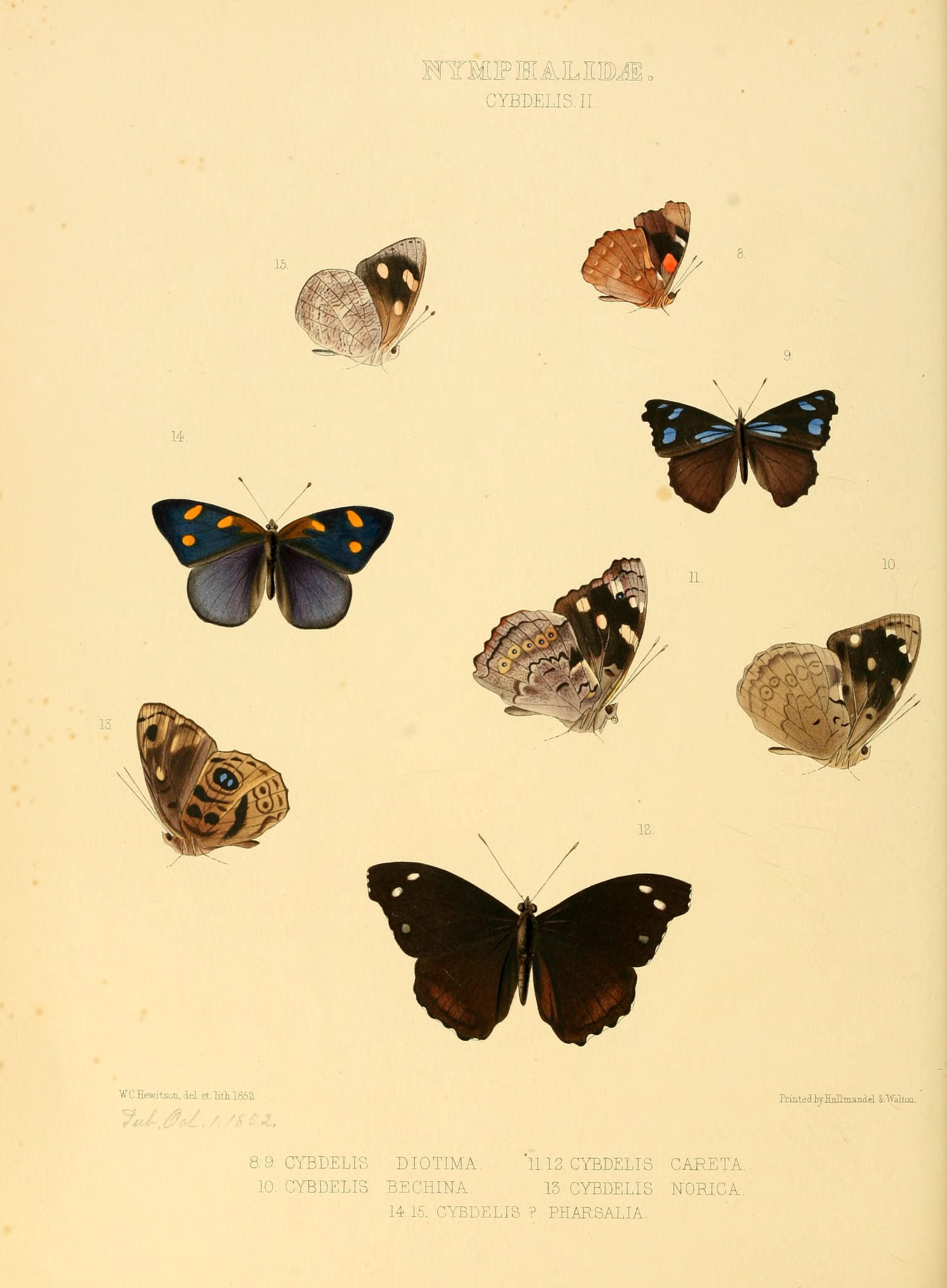